# Saleby
Saleby – wieś w Anglii, w hrabstwie Lincolnshire, w dystrykcie East Lindsey. Leży 44 km na wschód od Lincoln i 186 km na północ od Londynu.